# Strelcha (huyện)
Strelcha là một huyện thuộc tỉnh Pazardzhik, Bungaria. Dân số thời điểm năm 2001 là 6019 người.